# Areia de Baraúnas
Areia de Baraúnas is een gemeente in de Braziliaanse deelstaat Paraíba. De gemeente telt 2.159 inwoners (schatting 2009).